# Paresse pour tous
 (août 2024).
- Si vous ne connaissez pas le sujet, laissez ce bandeau (vous pouvez alors contacter les auteurs).
- Si vous supprimez le contenu mis en cause (vous pouvez préalablement contacter les auteurs),

argumentez précisément cette suppression dans la page de discussion
(un manque de référence n'est pas un argument ; une recherche réelle de référence doit avoir été effectuée, être formellement documentée).
 (août 2024).
La mise en forme du texte ne suit pas les recommandations de Wikipédia : il faut le « wikifier ».
Les points d'amélioration suivants sont les cas les plus fréquents. Le détail des points à revoir est peut-être précisé sur la page de discussion.
- Les titres sont pré-formatés par le logiciel. Ils ne sont ni en capitales, ni en gras.
- Le texte ne doit pas être écrit en capitales (les noms de famille non plus), ni en gras, ni en italique, ni en « petit »…
- Le gras n'est utilisé que pour surligner le titre de l'article dans l'introduction, une seule fois.
- L'italique est rarement utilisé : mots en langue étrangère, titres d'œuvres, noms de bateaux, etc.
- Les citations ne sont pas en italique mais en corps de texte normal. Elles sont entourées par des guillemets français : « et ».
- Les listes à puces sont à éviter, des paragraphes rédigés étant largement préférés. Les tableaux sont à réserver à la présentation de données structurées (résultats, etc.).
- Les appels de note de bas de page (petits chiffres en exposant, introduits par l'outil «  Source ») sont à placer entre la fin de phrase et le point final[comme ça].
- Les liens internes (vers d'autres articles de Wikipédia) sont à choisir avec parcimonie. Créez des liens vers des articles approfondissant le sujet. Les termes génériques sans rapport avec le sujet sont à éviter, ainsi que les répétitions de liens vers un même terme.
- Les liens externes sont à placer uniquement dans une section « Liens externes », à la fin de l'article. Ces liens sont à choisir avec parcimonie suivant les règles définies. Si un lien sert de source à l'article, son insertion dans le texte est à faire par les notes de bas de page.
- La présentation des références doit suivre les conventions bibliographiques. Il est recommandé d'utiliser les modèles {{Ouvrage}}, {{Chapitre}}, {{Article}}, {{Lien web}} et/ou {{Bibliographie}}. Le mode d'édition visuel peut mettre en forme automatiquement les références.
- Insérer une infobox (cadre d'informations à droite) n'est pas obligatoire pour parachever la mise en page.

Pour une aide détaillée, merci de consulter Aide:Wikification.
Si vous pensez que ces points ont été résolus, vous pouvez retirer ce bandeau et améliorer la mise en forme d'un autre article.
 (août 2024).
Si vous disposez d'ouvrages ou d'articles de référence ou si vous connaissez des sites web de qualité traitant du thème abordé ici, merci de compléter l'article en donnant les références utiles à sa vérifiabilité et en les liant à la section « Notes et références ».
Paresse pour tous est un roman d'Hadrien Klent paru le 6 mai 2021 aux éditions Le Tripode à Paris. Une suite, La Vie est à nous, parait en 2023.
Cette utopie réaliste raconte les tribulations d'un économiste et prix Nobel, Émilien Long, qui publie un essai intitulé Le Droit à la Paresse au XXIe siècle. Le succès littéraire du livre entraînera l'homme à se présenter à la présidence de la République de France. Son ambition : réduire le temps de travail.

## Résumé
L'histoire débute le 10 avril 2022 sous la forme d'un roman d'anticipation. Émilien Long, le héros du roman, est un économiste universitaire ayant remporté un prix Nobel. Il écrit désormais Le droit à la paresse au XXIe siècle, une réécriture contemporaine du Droit à la Paresse de Paul Lafargue. Son livre obtient un énorme succès littéraire, ce qui l'amènera à se présenter comme candidat à l'élection présidentielle française, à titre de candidat hors partis. 
Sa proposition phare est de réduire le temps de travail salarié à trois heures par jour, soit quinze heures par semaine. Ce programme sera considéré comme délirant par ses adversaires politiques, ce qui n'empêchera pas Émilien Long de proposer un nouveau projet de société pour la France axé sur la décroissance, l'antiproductivisme et l'anticonsumérisme. Ce premier roman se déroule sur le modèle d'un journal de campagne électorale réaliste qui couvre tous les aspects d'une élection présidentielle française, soient les relations avec les médias, les parrainages, les sondages d'opinion et le financement politique.

## Analyse
Inspiré de la bande dessinée l'An 01 de Gébé, le roman aborde la fonction du travail dans la vie des Français.
La place du travail dans la vie des individus et son rôle social est la thématique centrale du roman. Le dérèglement climatique actuel pose la question de la décroissance économique et d'un ralentissement de l'activité humaine afin de réduire la production de gaz à effet de serre, mais également l'épuisement des ressources planétaires.
Les thèmes de la survie de l'humanité et de la réorganisation sociales sont abordés dans les deux romans précédents d'Hadrien Klent avec moins de réalisme que dans cet ouvrage. Ce troisième roman présente l'agenda d'une campagne présidentielle française. Les thèmes de campagne abordés par Émilien Long sont des concepts d'écologie politique de Bruno Latour, René Dumont et Murray Brookchin. De nombreuses allusions aux propositions politiques de Léon Blum, figure politique importante du socialisme français du début du XXe siècle, apparaissent dans le roman.

## Réflexions sur la société contemporaine
La finalité de l'économie dans les sociétés humaines est sujette à de nombreux débats depuis des siècles. Cependant à l'ère de la crise climatique, des enjeux nouveaux font leurs apparitions. L'adaptation à ces changements majeurs remet en question les paradigmes établis de la croissance économique infinie comme source de richesse et de développement pour l'humanité. Le concept de développement durable tend à s'implanter dans les discours politiques et économies de ce début du XXIe siècle. Cependant la question sous-jacente de la décroissance économique est souvent occultée de la rhétorique politique et demeure confinée aux milieux académiques et intellectuels.

## Réception
Paresse pour tous avait été vendu à 25 000 exemplaires en 2023. Selon son éditeur, Le Tripode, en novembre 2024 le livre s'était vendu à 50.000 exemplaires.
Véronique Rossignol de Livres Hebdo évoque ce troisième roman d'Hadrien Klent en le qualifiant de très convaincant, vivant, malin, joyeux et sérieux à la fois.
Catherine Fattebert a diffusé une entrevue avec Hadrien Klent sur RTS Culture dans lequel l'auteur présente son roman comme une utopie réaliste. Catherine Fattebert souligne que L'auteur est porté par une envie sincère de secouer un peu les idées reçues, de proposer un monde différent, moins productiviste, mais plus humaniste.
Sur Socialter, Floriane Zaslavsky souligne le travail de recherche, appuyant le best-seller du héros Émilien Long. Son livre se veut une réédition contemporaine du « Droit à la Paresse » de Paul Lafargue. «L’An 01 de Gébé et tout le mouvement décroissant (autour de La Gueule ouverte ou de la candidature de René Dumont en 1974) sont aussi des références d’Émilien Long», au même titre que d'ailleurs les théories de Keynes et de William Morris.
Paresse pour tous a été également chroniqué par Libération, France Inter, L'Express, Politis. Son auteur a été interviewé sur France Inter à deux reprises,. Le roman a obtenu le prix Solidarité-Harmonie Mutuelle en 2021.
En 2024, le livre continue à être régulièrement chroniqué dans la presse,, cité par des libraires,, évoqué dans La Grande Librairie, et son auteur interviewé dans la presse écrite ou à la radio. En 2025, le livre est traduit en Colombie.

## Style et écriture
Dans ce roman, Hadrien Klent désire rendre ludique des sujets sérieux, tels que la place du travail dans la vie des individus et dans la société française. Le roman érudit présente des concepts philosophiques, sociaux et économiques.
Cette utopie réaliste est écrite dans une prose vivante et joyeuse. Le lecteur pourra approfondir sa réflexion sur les thèmes abordés en consultant les références indiquées à la fin du livre.